# Ferrit
Ferrit, s.r.o. je česká společnost sídlící ve Frýdlantu nad Ostravicí, která se specializuje na vývoj, výrobu a servis těžebních strojů a zařízení. Firma byla založena v roce 1993 a během svého působení se transformovala z obchodní společnosti na výrobní podnik s vlastní vývojovou základnou.

## Historie a působnost
Ferrit vznikl jako soukromá česká firma a během svého vývoje se stal mezinárodně působícím dodavatelem řešení v oblasti těžebních technologií. Zařízení společnosti Ferrit splňují bezpečnostní standardy a jsou certifikovány ATEX pro Evropskou unii. Tato certifikace umožňuje použití zařízení v dolech s nebezpečnými výpary důlních plynů a hořlavého uhelného prachu. Společnost se díky svému vývojovému a konstrukčnímu zázemí a globální síti poboček řadí v Česku mezi významné společnosti v oblasti výroby kolejových zařízení pro těžební průmysl.
Společnost si vybudovala síť poboček a servisních center ve více než deseti zemích, včetně Polska, Číny, Ukrajiny, Kazachstánu, Turecka, Indie, Vietnamu, Mexika, Kolumbie, Slovenska a Bosny a Hercegoviny i v Jižní Africe. Dále plánuje expanzi do Indonésie, Austrálie, Peru nebo Chile.

## Zaměření
Ferrit se zaměřuje na:
- Vývoj, výrobu a servis těžebních strojů a zařízení.
- Poskytování služeb a řešení v oblasti důlních technologií.
- Výrobu strojů pro doly s vysokými nároky na bezpečnost, zejména v prostředích klasifikovaných jako nebezpečné z hlediska vývinu škodlivých plynů a prachu.

## Významná ocenění
Společnost získala v roce 2019 ocenění v soutěži Exportér roku:
- 2. místo v kategorii „Exportér s nárůstem objemu exportu v roce 2018 nad 500 mil. Kč“,
- 3. místo v kategorii „Nárůst exportu 2017–2018“.
- 59. místo v žebříčku TOP 200 největších rodinných firem Forbes Česko za rok 2025[5]

### Další ocenění
- 1. místo IV. ročník School Friendly – spolupráce firem a škol[6]
- 1. místo za nejpůsobivější webové stránky (2020)[7]